# Лорд, Джон
Джон Лорд (англ. Jon Lord, полное имя англ. John Douglas Lord — Джон Даглас Лорд; 9 июня 1941, Лестер — 16 июля 2012, Лондон) — британский композитор и клавишник, наиболее известен своим участием в группе Deep Purple.
Участник групп Artwoods, Flower Pot Men, Deep Purple, Whitesnake и Paice, Ashton & Lord. С 2002 года сосредоточился на сольной карьере.
Стиль игры Джона Лорда легко узнаваем, как из-за характерного звука Хаммонд-органа, часто использовавшегося музыкантом для исполнения, так и из-за заметного влияния классических композиторов на произведения музыканта.
В 2019 году включен в список лучших клавишников прогрессивного рока по версии журнала Prog. В 2021 году вошёл в десятку «Лучших клавишников всех времён» по итогам опроса читателей журнала MusicRadar.

## Биография
Джон Дуглас Лорд родился 9 июня 1941 в Лестере, Великобритания.
Он начал приобщаться к музыке с самого раннего возраста, в семье играли на пианино, и уже с пяти лет начал брать уроки музыки. В этом возрасте Джон Лорд пристрастился к Баху, который оказал очень большое влияние на всё последующее творчество музыканта. Также ему нравились сочинения средневековых композиторов, музыка эпохи барокко и произведения Элгара.
Будучи подростком, Джон Лорд был очарован игрой некоторых джазовых органистов, таких как Джимми Смит, и рок-н-ролльных пианистов (Джерри Ли Льюиса). В итоге симбиоз классики, джаза и рок-н-ролла в конечном счёте и определил общий стиль музыки Джона Лорда.
В возрасте 19 лет Джон Лорд переехал в Лондон и, мечтая о карьере актёра, поступил в Центральную школу сценической речи и драмы. Одновременно он начал свои выступления, играя джаз и ритм-энд-блюз в основном в пабах, в составе различных групп с постоянно меняющимся составом. Первой группой Джона Лорда, по крайней мере, официально документированной, была Bill Ashton Combo, джаз-бэнд с акцентом на игру на саксофоне.
В 1963 году, Джон Лорд, вместе с Биллом Эштоном примкнул к группе Red Bludd’s Bluesicians, также известной, как The Don Wilson’s Quartet. Тогда же Джон Лорд приобрёл свой первый электрический орган. Со следующего года он начал принимать некоторое участие в зарождающейся группе Artwoods, лидером которой был Арт Вуд, брат участника Rolling Stones Ронни Вуда. Кроме того, он участвовал в записи песни You Really Got Me — хита №1 группы The Kinks.
Artwoods ориентировались на такую музыку, где орган был бы блюзовой ритмичной сердцевиной, приблизительно как у Spencer Davis Group и Animals. Группа достигла некоторого успеха, выпустив несколько синглов и EP (один из них — I Take What I Want — 28 мая 1966 года достиг 28-й позиции; сейчас эти записи можно услышать на альбоме «Art Gallery»), однако, коммерческого успеха не было. В последний момент Лорд уговорил группу переименоваться в St Valentine’s Day Massacre и сменить имидж на «гангстерский», но на этот ход отреагировала только Дания. «Я пытался раздвинуть границы музыки Artwoods как только мог, — вспоминал Лорд. — Включал в свои соло фрагменты Баха и Чайковского. Боюсь, это их только напугало».
Джон Лорд на некоторое время присоединился к группе Ронни Вуда Santa Barbara Machine Head, с которой было записано три инструментальных трека. Однако попытки подписать контракт с какой-либо компанией провалились, и Джон Лорд присоединился к группе Flower Pot Man. Эта группа была вокальной и нуждалась в инструменталистах для выступлений. Джон Лорд не записывался с этой группой, и можно сказать, что его участие в этой группе ознаменовалось только знакомством с Ником Симпером, одним из создателей Deep Purple.
В начале 1968 года Джон Лорд участвовал в создании группы Boz вместе с Бозом Баррелом (будущим участником King Crimson и Bad Company), Ричи Блэкмором, Иэном Пейсом и Чезом Ходжесом. Проект имел очень короткую историю, но послужил основой для создания группы Roundabout в марте 1968 года.

### Deep Purple 1968—1976
Джон Лорд в этот период продолжал совершенствовать свой стиль. Невзирая на то что многие известные музыканты, например Кит Эмерсон, начали активно пользоваться синтезатором Муга, Джон Лорд экспериментировал с клавишными на основе Хаммонд-органа, который позволял создать плотную и ритмичную основу для игры Ричи Блэкмора. Лорду также нравился звук электронного фортепиано «RMI368 Electra-Piano and Harpsichord». В 1973 году Лорд с техниками объединили его с электроорганом «Хаммонд С3».
Джон Лорд предпочитал использовать усилители Marshall, что опять же позволяло создавать основу для игры Ричи Блэкмора, поскольку благодаря этим усилителям клавишные звучали так же тяжело и плотно, как и гитара.
Что касается его музыки, то она с развитием Deep Purple также менялась, оставаясь, однако, такой же узнаваемой и стилистически выдержанной. Сам Джон Лорд говорил:

Я начинаю понимать, что значит слово «чувственность». Я всегда был холодным органистом. Технически компетентным, но без капли чувства. Я многому научился у нашего гитариста Ричи и кое-что почерпнул от барабанщика Йена.
— «My Sweet Lord». Melody Maker, март 1971 года.
Первые годы существования Deep Purple прошли, можно сказать, под диктовку Джона Лорда, с его тяготением к классической музыке, при постоянном соперничестве с Ричи Блэкмором, который был вдохновлён успехом Led Zeppelin и сам стремился играть более тяжёлую музыку. Венцом эпохи Лорда в Deep Purple стала запись альбома «Concerto for Group and Orchestra» в Альберт-Холле в 1969 году. После этого, по собственному признанию Джона Лорда, Ричи Блэкмор одержал победу, и группа начала двигаться в направлении хард-рока. Однако Джон Лорд и здесь нашёл себя как талантливый композитор и импровизатор, умело сочетая свою музыку, основанную на классических мотивах, с пассажами, зачастую тоже не менее классическими, Ричи Блэкмора. При этом какой-либо конкуренции между музыкантами, подобно той, что наблюдалась у Ричи Блэкмора с Иэном Гилланом, не было: каждый работал в своей нише, тем более что Лорд никогда не претендовал на лидерство, предпочитая оставаться в тени.
Джон Лорд работал в Deep Purple вплоть до её распада в 1976 году:

«Думаю, если бы [после ухода Гиллана и Гловера] история Purple не получила бы продолжения, Блэкмор прихватил бы одного из нас [с Пейсом] или обоих, и мы бы занялись новым проектом. Он уже экспериментировал с Филом Лайноттом и Пейси, — и правильно делал, между прочим, — но я не знаю, почему они не двинулись в таком составе дальше. Письмо Иэна Гиллана было жутко досадным. Он чувствовал, что что-то не так, и лично я предпочёл бы, чтобы он остался и продолжил бороться. <…> Может быть, если бы мы сделали перерыв и отдохнули бы друг от друга, история была бы совсем иной. Думаю, я был несколько пассивен. Мне следовало бы стоять на своём. И мне тем более нужно было стоять на своём, когда в группу взяли Томми. Но я уступил».
Начиная с 1976 года Лорд занимался сольными проектами и проектами с другими музыкантами. В целом можно сказать, что они не имеют никакого отношения к хард-року, хотя и не являются целиком классическими произведениями. За это время он записал альбомы с такими музыкантами, как Тони Эштон, Ивонна Эллиман, Альберт Ли, Кармайн Эппис, с участием таких знаменитостей, как композитор и дирижёр Эбергард Шёнер. Нередко в записях принимали участие его коллеги по Deep Purple Иэн Пейс и Роджер Гловер. Стиль альбомов достаточно различен: от классических фортепианных сюит до достаточно тяжёлых, ритмичных песен. Объединяет их одно: запоминающаяся игра Джона Лорда.

### Whitesnake 1978—1983
Деятельность Лорда в Whitesnake ограничивалась созданием общего фона (или гало, по словам Лорда), оттеняющего двух гитаристов Берни Марсдена и Мики Муди. Впрочем, наряду с общим фоном, мы можем слышать и недолгие, но запоминающиеся кусочки клавишных соло Лорда. Музыкант добавил к своим клавишным инструментам электропиано Yamaha и наконец стал использовать на сцене также синтезаторы Муга, что позволяло ему играть двенадцатитактовые блюзы, что часто было востребовано, и наполнять музыку струнными инструментами и прочими эффектами.
Одновременно Джон Лорд записал два альбома, очень отличных друг от друга. Первый альбом, Before I Forget, продемонстрировал как обработки классических произведений (более того, в одном из треков Лорд обработал незаконченную сюиту Баха), так и энергичный мейнстрим и даже английские классические фортепианные баллады, исполненные матерью и дочерью Вики Браун и Сэм Браун. В записи участвовали такие известные музыканты, как Саймон Филлипс, Кози Пауэлл, Нил Мюррей и другие. При записи не использовался, как это было обычно для Лорда, какой-либо оркестр.
Зато второй альбом, саундтрек к фильму Country Diary of an Edwardian Lady, был полностью оркестровый, и все композиции были написаны Джоном Лордом.
Кроме своих сольных альбомов, Джон Лорд работал в качестве приглашённого музыканта с Джорджем Харрисоном, Кози Пауэллом, Грэмом Боннетом и Дэвидом Гилмором.

### Deep Purple 1984—2002
После воссоединения Deep Purple Джон Лорд участвовал в записи 6 альбомов. Поскольку музыка группы представляла собой всё тот же хард-рок, Джон Лорд занял ту же самую нишу в музыке. Этот период в Deep Purple ознаменовался возникшим конфликтом между Джоном Лордом и Ричи Блэкмором. Как и давние споры, он возник не на почве лидерства, а исключительно из-за музыкальных разногласий; в частности, Джон Лорд считал, что музыка на альбоме Slaves & Masters — это не та музыка, в направлении которой следует двигаться группе, а Джо Линн Тёрнер не тот вокалист, который нужен группе. Лорд был инициатором возвращения Иэна Гиллана. В этом его точка зрения совпала с точкой зрения менеджмента, и Ричи Блэкмор был вынужден подчиниться, а затем и вовсе покинул группу.
В это время Джон Лорд записал только один сольный альбом и несколько невыпущенных альбомов. Альбом Pictured Within, вышедший в ноябре 1998 года, занимает особое место в дискографии музыканта. Он посвящён умершим незадолго до этого родителям Джона Лорда, и на альбоме музыкант в полной мере продемонстрировал своё глубокое композиционное мастерство.
Джон Лорд отыграл свой последний концерт с Deep Purple 19 сентября 2002 года в Ипсвиче, после чего покинул группу, чтобы посвятить себя сольной работе.

### 2002—2012
```
Эти годы Джон Лорд посвятил всецело сольной работе и выступлениям. В основном он занимался написанием 
классической музыки
; так, две его композиции в исполнении симфонического оркестра 
Оденсе
 вошли в летний сборник классики 2007 года, выпущенный 
EMI
. Лорд участвовал также в проекте 
The Hoochie Coochie Men
[англ.]
, играющем в стиле давней привязанности Джона Лорда — 
ритм-энд-блюз
.
```

Очень неожиданным пересечением с группой ABBA стал его дуэт как композитора, написавшего балладу "The Sun Will Shine Again", исполненную одной из солисток легендарного шведского ансамбля Фридой Люнгстад. Песня вошла в его очередной сольный альбом "Beyond The Notes", увидевший свет в 2004 году. Всю музыка написал он сам, а тексты песен Сэм Браун.
В октябре 2009 года Джон Лорд посетил Россию. 9 октября состоялся концерт в Екатеринбурге, 12 октября — в Санкт-Петербурге, 15 октября — в Москве. В Петербурге (в Ледовом дворце) Лорд выступал с Оркестром Государственного Эрмитажа под управлением Фабио Мастранжело, в Москве (ГЦКЗ «Россия») — с Московским симфоническим оркестром. На всех концертах Джона Лорда сопровождала венгерская группа Cry Free, известная своими кавер-версиями Deep Purple, а также вокалисты Стив Бальзамо и Кася (Катажина) Ласка. Музыканты исполнили произведение Джона Лорда Concerto for Group and Orchestra, знаменитые хиты Deep Purple в симфороковых аранжировках, а также сольные номера Джона Лорда.
В апреле 2011 года Джон Лорд дал ещё 4 концерта в России — в Краснодаре, Ростове-на-Дону, Санкт-Петербурге и Москве.

### Болезнь и смерть
9 августа 2011 года Джон Лорд объявил о том, что приостанавливает гастрольную деятельность для лечения онкологического заболевания. В феврале 2012 года он проходил курс лечения рака поджелудочной железы в Израиле. Скончался 16 июля 2012 года в лондонской клинике.

### Память
В двух вышедших в 2013 году альбомах отдаётся дань памяти Джону Лорду. Бывшие коллеги из Deep Purple посвятили ему Now What?!, включив в оформление альбома строчку из песни «Above and Beyond» «Souls, having touched, are forever entwined» (с англ. — «Души, коснувшись, навсегда переплелись»); также Лорду посвящена песня Uncommon Man с этого альбома. А Ричи Блэкмор завершил альбом Dancer and the Moon инструментальной композицией «Carry On… Jon». В честь музыканта был проведён концерт «Celebrating Jon Lord» с участием оркестра и большим количеством приглашённых артистов.
В декабре 2014 года в Ужгороде (Украина) на набережной Независимости Джону установили мини-скульптуру.

## Семья
- Первый брак с Джудит Фельдман англ. Judith Feldman (1969—1981)
  - Дочь — Сара Лорд (англ. Sara Lord), телепродюсер.
- Второй брак — Вики Лорд ({{lang-en|Vicky Lord}, урождённая Виктория Фрэнсис Гиббс, англ. Victoria Frances Gibbs; ?—2025), сестра-близнец жены Иэна Пейса Джеки.
  - дочь — Эми Лорд (в замужестве Черрингтон, англ. Amy Cherrington).

## Дискография

### Сольные работы
- Gemini Suite (1971)
- Windows (1974, c Эберхардом Шёнером)
- Sarabande (1976)
- Before I Forget (1982)
- Country Diary of an Edwardian Lady (1984, саундтрек телесериала)
- The Best (1996, сборник)
- Pictured Within (1998)
- Beyond The Notes (2004)
- Durham Concerto (2008)
- Boom of the Tingling Strings (2008)
- To Notice Such Things (2010)
- Jon Lord Live (2011)
- Concerto For Group and Orchestra (2012, переработанный вариант, с Брюсом Дикинсоном, Джо Бонамассой, Стивом Морсом и другими)[15]

### Deep Purple
- Shades of Deep Purple (1968)
- The Book of Taliesyn (1968)
- Deep Purple (1969)
- Concerto for Group and Orchestra (1969)
- In Rock (1970)
- Fireball (1971)
- Machine Head (1972)
- Made in Japan (1972)
- Who Do We Think We Are (1973)
- Burn (1974)
- Stormbringer (1974)
- Come Taste the Band (1975)
- Perfect Strangers (1984)
- The House of Blue Light (1987)
- Nobody's Perfect (1988)
- Slaves & Masters (1990)
- The Battle Rages On (1993)
- Come Hell or High Water (1994)
- Purpendicular (1996)
- Abandon (1998)
- In Concert with the London Symphonic Orchestra (1999)

### Whitesnake
- Trouble (альбом Whitesnake) (1977)
- Live at Hammersmith (1978)
- Lovehunter (1979)
- Ready an' Willing (1980)
- Live...In the Heart of the City (1981)
- Come an' Get It (1981)
- Saints & Sinners (1982)
- Slide It In (1984)

### Hoochie Coochie Men
- Live at the Basement (2003)
- Danger. White Men Dancing (2007)

### Jon Lord Blues Project
- Jon Lord Blues Project Live (2011)

### Разные
- Art Gallery (1966, с The Artwoods)
- Gemini Suite Live (1970, c Deep Purple)
- The Last Rebel (1971, саундтрек c Тони Эштоном)
- First of the Big Bands (1974, с Тони Эштоном)
- Malice in Wonderland (1977, с Paice Ashton & Lord)
- BBC Radio 1 Live in Concert (1992, с Paice Ashton & Lord)
- BBC Radio 1 Live in Concert (1993, с Тони Эштоном)

### Как приглашённый музыкант
- The Kinks, You Really Got Me (1964)
- Nazareth, Rampant (1974)
- Грэм Боннет, Line Up (1981)
- Джордж Харрисон, Gone Troppo (1982)
- Кози Пауэлл, Octopuss (1983)
- Дэвид Гилмор, About Face (1984)
- Элвин Ли, Detroit Diesel (1986)
- Джордж Харрисон, Brainwashed (2002)
- WhoCares, Out of my Mind (2011, благотворительный сингл с Иеном Гилланом и Тони Айомми)

### Записанные, но не выпущенные
- From Darkness To Light (2000)
- Calling The Wild (2000)